# Nisueta similis
Nisueta similis är en spindelart som beskrevs av Lucien Berland 1922. Nisueta similis ingår i släktet Nisueta och familjen jättekrabbspindlar.
Artens utbredningsområde är Etiopien. Inga underarter finns listade i Catalogue of Life.